# Stańkowce (Białoruś)
Stańkowce (biał. Станкаўцы; ros. Станковцы) – wieś na Białorusi, w obwodzie grodzieńskim, w rejonie wołkowyskim, w sielsowiecie Roś.
W dwudziestoleciu międzywojennym leżały w Polsce, w województwie białostockim, w powiecie wołkowyskim, w gminie Roś.